# Бейніт

Схема термокінетичної діаграми перетворення аустеніту в сталі

Бейніт (на честь американського металурга Едґара Бейна, англ. Edgar Bain) — голчатий троостит, структурний складник сталі. 

## Загальний опис
Тонкоподрібнена суміш пересиченого вуглецем фериту і цементиту. Утворюється в результаті так званого проміжного перетворення аустеніту. Утворення бейніту супроводжується появою характерного мікрорельєфу на полірованій поверхні шліфа. Вперше досліджений і описаний Дейвенпортом і Бейном у 1920-х роках. Назва «бейніт»  запропонована колегами Бейна у 1934 році, а уперше вжита у статті Сміта та Мела (G.V. Smith and R.F. Mehl) у 1942 році.
У вуглецевих сталях бейніт утворюється в процесі ізотермічного гартування внаслідок розпаду аустеніту в інтервалі температур 250...450 °С. У деяких легованих сталях бейніт може виникнути при охолодженні на повітрі. Сталь із бейнітною структурою відзначається високими механічними властивостями. Розрізняють бейніт нижній і верхній з характерними морфологічними й кристалографічними особливостями. Нижній бейніт вуглецевих сталей — пластичніший, верхній — міцніший. Перехід від нижнього бейніту до верхнього відбувається при температурі бл. 350 °С.

## Бейнітний перехід
У металургії — перехід між гранецентрованою кубічною
ґраткою та об’ємноцентрованою ґраткою. Напр., перехід між
аустенітом (гранецентрована кубічна ґратка) та мартенситом
(об’ємноцентрована ґратка).